# Republika Pisa
Republika Pisa je bila srednjovjekovna država na Apeninskom poluotoku. Postojala je od 11. do 15. stoljeća. U 11. je stoljeću postala jednom od najvažnijih četiriju talijanskih Pomorskih republika: Republike Amalfi, Republike Genove i Mletačke Republike.
Glavni joj je grad bila Pisa. Jezici kojima se govorilo bili su pizanski i latinski. Po obliku vladavine bila je oligarška republika. Sredstvo plaćanja bili su pizanski groš i aquilino. Većinska i državna vjera bila je rimokatolička. Vjerska manjina bio je judaizam. Društveni slojevi bili su patriciji, aristokracija, kler, građani i obični puk.
Republika je nastala 1000. godine, a prestala je postojati 1406. godine, kad je prodana Republici Firenci. U tom se je razdoblju formirao posebni pizanski kulturni pravac, pizanska romanika.